# Grossratsgebäude (Chur)

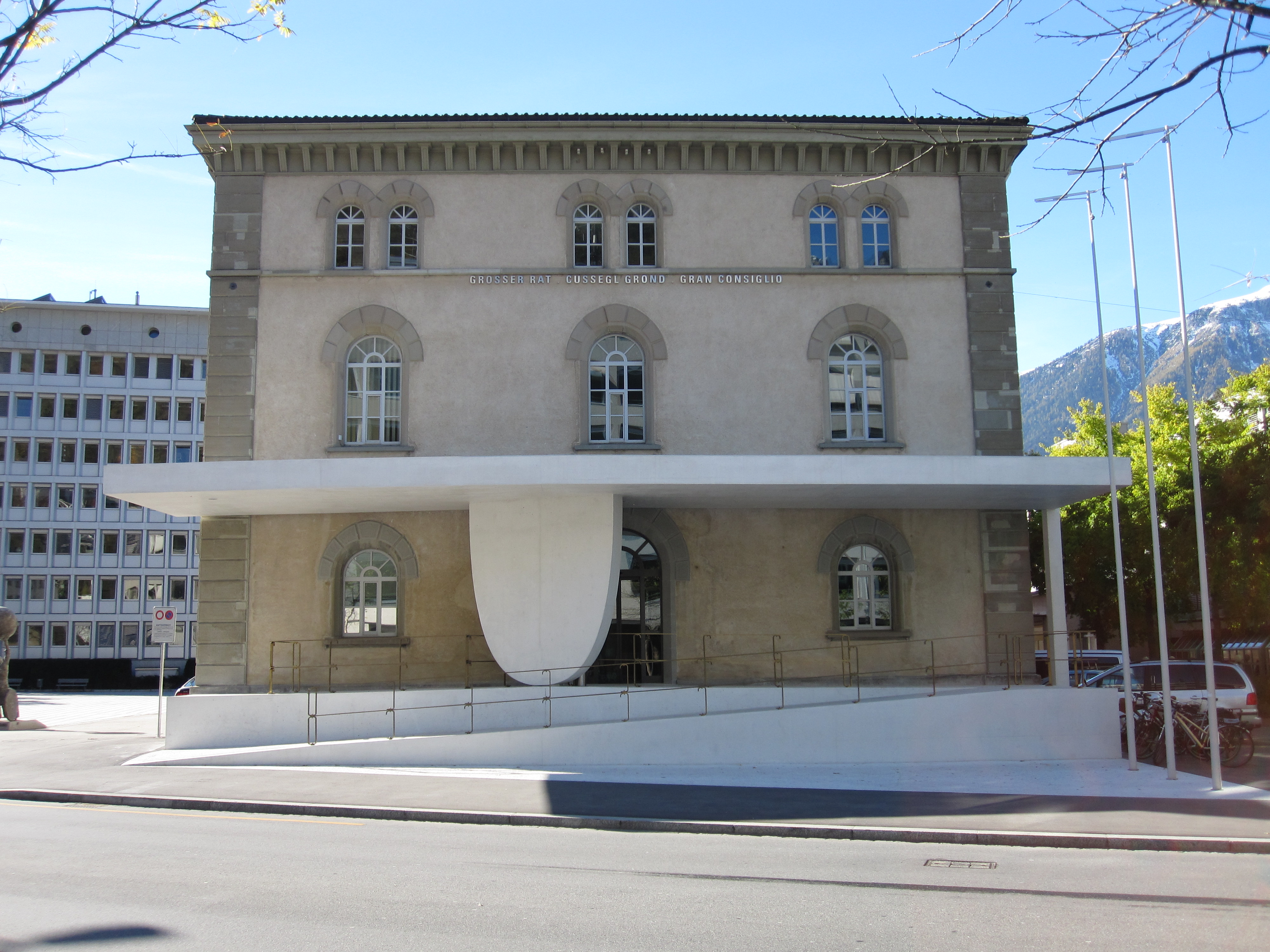
Eingang

Das Grossratsgebäude ist der Bau in der Bündner Kantonshauptstadt Chur, in dem die Sitzungen des Grossen Rates, der parlamentarischen Legislative Graubündens, stattfinden. Er liegt nördlich der Altstadt in unmittelbarer Nachbarschaft zum Theater Chur. Ursprünglich handelte es sich um einen einheitlichen, 1861 bis 1863 durch den Architekten Johannes Ludwig im Stil der Neorenaissance errichteten Bau, der als Zeughaus genutzt wurde. 1959 erfolgte durch den Architekten Martin Risch die Auftrennung des Gebäudes in Theater und Parlament. Ein Wettbewerb für eine neue Eingangssituation wurde ausgeschrieben, den der Flimser Architekt Valerio Olgiati zusammen mit Tamara Olgiati für sich entschieden. In der Jury saßen unter anderem Köbi Gantenbein, Jürg Ragettli und Beat Consoni. Zwischen 2008 und 2009 wurde nach Plänen von Olgiati eine mit 670'000 Schweizer Franken veranschlagte Neugestaltung des Eingangsbereichs vorgenommen. Diese wurde in der Öffentlichkeit stark diskutiert und war von Bauverzögerungen und juristischen Auseinandersetzungen begleitet. Die Churer Bauingenieure Patrick Gartmann und Pieder Hendry von Conzett Bronzini Gartmann zeichneten verantwortlich für die Tragwerksplanung. Fotografisch wurde das Haus von Javier Miguel Verme dokumentiert.
Im Grossratsaal 40 Wappenscheiben der (damaligen) 39 Bündner Kreise und des Kantonswappen aus dem Jahr 1960 von Giuseppe Scartezzini (1895–1967).